# ディオンヌ・ワーウィック
ディオンヌ・ワーウィック（Dionne Warwick、本名 Marie Dionne Warrick マリー・ディオンヌ・ワーリック、1940年12月12日 - ）はアメリカのポップス歌手。
「Q誌の選ぶ歴史上最も偉大な100人のシンガー」において第79位。
2024年4月21日、米国・Rock & Roll Hall Of Fameより、2024年度『ロックの殿堂 ミュージカル・エクセレンス・アワード』の受賞が発表された。

## 来歴
バート・バカラック作品を多数歌唱したシンガーである。またワーウィックの母方の叔母がシシー・ヒューストン（ホイットニー・ヒューストンの母）。姉妹は、共にR&Bシンガーのディー・ディー・ワーウィック（2008年10月死去）、ジュディ・クレイ（義理の姉妹。2001年7月死去）。オペラ歌手のレオンタイン・プライスが母方のいとこと、親族に歌手が多い。
ニュージャージー州イーストオレンジ出身。ハートフォード音楽大学に於いて主専攻で音楽教育、副専攻でピアノを専攻する。ニューヨークのレコーディングスタジオでバックコーラスやデモ歌手をしている時に作曲家のバカラックと出会い、大学卒業後に歌手として本格的に活動を始め、1963年にデビュー。63年の「エニワン・フー・ハッド・ア・ハート」は、ビルボード8位まで上昇し、彼女にとって最初のトップ10ヒットになった 。1964年に「ウォーク・オン・バイ」のヒットで脚光を浴び、1967年に「あなたに祈りをこめて」のヒットを放ってからは、「サン・ホセへの道」、「恋よ、さようなら」など、スタンダードとして親しまれている、バカラック＝ハル・デヴィッド作品で多くのヒットを放った。

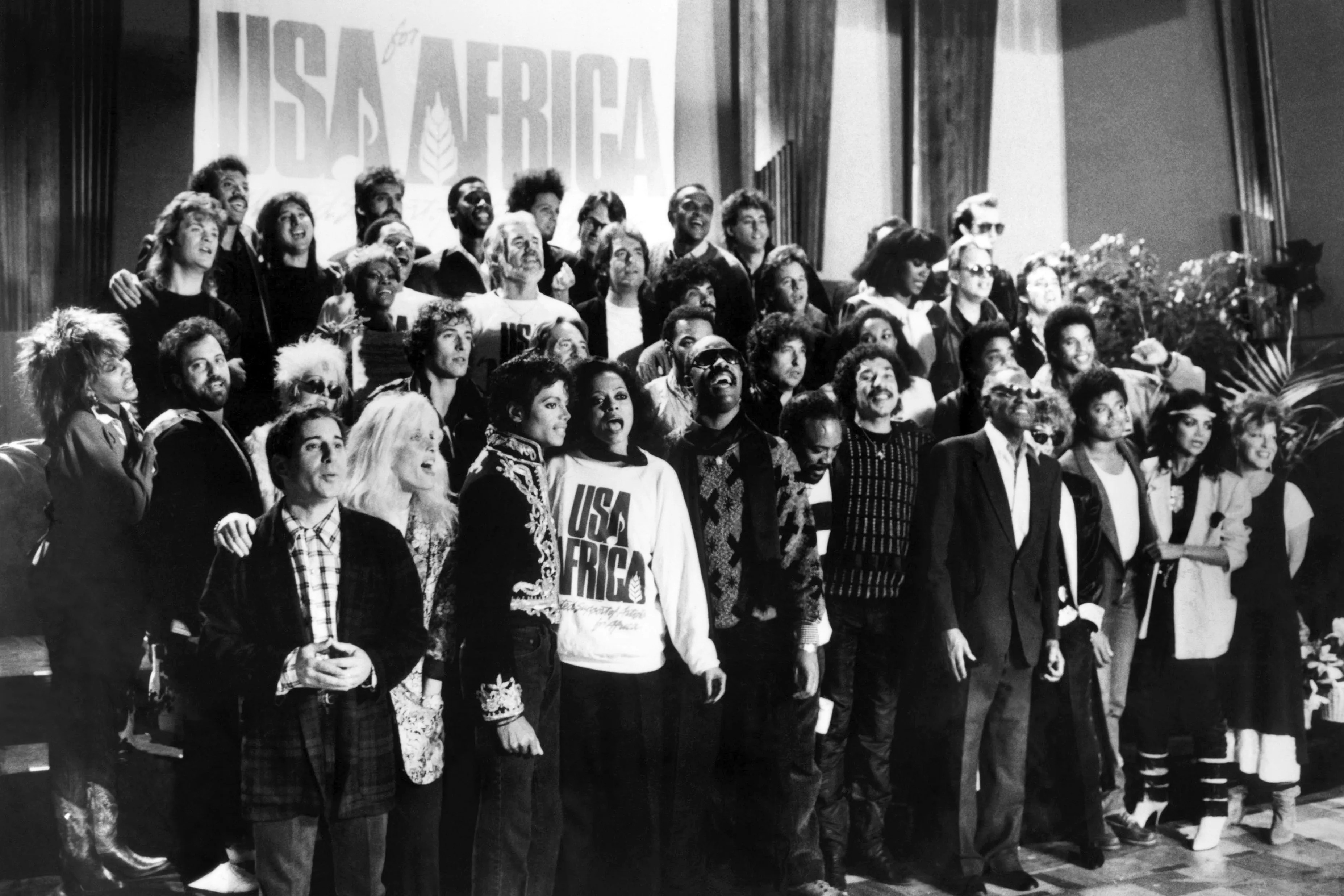
USAフォー・アフリカにてウィ・アー・ザ・ワールドを歌う

1974年にスピナーズとの共演で「愛のめぐり逢い」がNo.1になったが、その後の数年間はスランプ状態に陥った。しかし、1979年にバリー・マニロウのプロデュースによる「涙の別れ道」が久々のヒット曲となりグラミー賞を受賞。1980年代に入ると1982年にバリー・ギブ制作に依る「ハートブレイカー（Heartbreaker）」がヒット、同曲を収録したアルバム『ハートブレイカー』はノルウェーのアルバム・チャートで10週連続1位を獲得した。1985年にはUSA for AFRICA のウィ・アー・ザ・ワールドに参加するなどの活躍を見せる。1986年にはバカラックと、キャロル・ベイヤー・セイガーのライティングコンビによるグラディス・ナイト、エルトン・ジョン、スティーヴィー・ワンダーとの共演作「愛のハーモニー（That's What Friends Are For）」をディオンヌ&フレンズとしてヒットさせた。
2006年、自身のヒット曲をカバーしたCD『マイ・フレンズ・アンド・ミー〜バート・バカラックへの想い』を発売。グロリア・エステファン、グラディス・ナイト、オリビア・ニュートン＝ジョン、シンディ・ローパーらと共演した。
2008年、ゴスペル集『Why We Sing』を発売。ゲストは妹のDee Dee、他 BeBe Winance 等。ゴスペル集は1969年の『Soulful』についで2度目である。
2013年3月21日、ニュージャージー州の破産裁判所に自己破産を申請。負債総額は1070万ドル余り。

## グラミー賞受賞歴
- 1968年 「サンホセへの道」Do You Know The Way To San Jose 女性ベスト・ポップ・ヴォーカル賞
- 1970年 「恋よ、さようなら」I'll Never Fall'in Love Again 女性ベスト・ポップ・ヴォーカル賞
- 1979年 「涙の別れ道」I'll Never Love This Way Again 女性ベスト・ポップ・ヴォーカル賞
- 1979年 「デ・ジャ・ヴ」DeJa Vu 女性ベスト・R & B ・ヴォーカル賞
- 1986年 「愛のハーモニー」That's What Friends Are For 年間最優秀曲賞 / ベスト・ポップグループ賞（エルトン・ジョンとグラディス・ナイト、スティーヴィー・ワンダーによるカバー）

## 日本公演
- 1972年
4月 初来日を果たす。前年予定されたが来日直前に胆石を患い延期となった。芝・郵便貯金ホール、東京厚生年金会館、渋谷公会堂、他大阪公演等
- 1973年
6月 4日～6日 東京厚生年金会館 7日 広島郵便貯金ホール 8日 大阪フェスティバルホール 9日 名古屋市公会堂
- 1974年
9月 21日 渋谷公会堂 22日 札幌厚生年金会館 23日 中野サンプラザ 24日 東京厚生年金会館
25日（クラブ）ゴールデン月世界（東京） 26日 ロイヤルホテル・ディナーショー（大阪）
27日 京都会館第一ホール、クラブ・京都ベラミ 28日 帝国ホテル・ディナーショー
- 1976年
4月1日、3日 東京厚生年金会館 5日 広島公会堂、広島・月世界
6日 大阪厚生年金会館 7日 芝・郵便貯金ホール、
8日 熊本 9日 大分 10日 宮崎 11日 鹿児島 12日 久留米
13日 中野サンプラザ、（クラブ）ゴールデン月世界 14日 （クラブ）ゴールデン月世界
- 1980年
4月 第9回東京音楽祭でグランプリ受賞、及び単独公演1回 4月1日
- 1983年
10月16日 NHKホール
- 1987年
11月9日 東京厚生年金会館、11日 キャピトル東急ホテル、13日 中野サンプラザ、14日 大阪フェスティバルホール、15日 名古屋市民会館
- 1988年 Dionne with Burt Bacharach
9月12日,13日,14日 中野サンプラザ、21日 大阪フェスティバルホール
- 1990年
4月11日 神奈川県民ホール、13日,14日 中野サンプラザ、18日 ゆうぽうと簡易保険ホール
- 1993年
3月28日,29日 オーチャードホール
- 1994年
3月29日,30日 オーチャードホール
8月20日 姫路城Save The World Heritage Concert 世界遺産登録記念コンサート2日目
- 1995年
12月17日 東京厚生年金会館 12月20日 神戸国際会館、
- 2001年
7月1日 大阪フェスティバルホール、3日 愛知厚生年金会館、5日 オーチャードホール、6 中野サンプラザ、8日 東京厚生年金会館 9日 札幌北海道厚生年金会館
- 2002年
9月6日 丸ビルOPEN記念にジェームス・ブラウンのピンチヒッターとして急遽来日、インターFMにて公開生放送。
- 2009年
12月14日-16日 ブルーノート東京
- 2011年
6月1日 ホテルオークラ東京
6月2日- 4日 ブルーノート東京
- 2012年
7月19日-21日 ブルーノート東京
- 2013年
7月17日-18日 ブルーノート東京
- 2014年
4月30日 International Jazz Day Global Concet 2014大阪 大阪城西の丸庭園特設会場
- 2015年
9月2日-3日 ブルーノート東京

## 日本のテレビ出演
- 夜のヒットスタジオ（フジテレビ、1983年10月17日生放送）※オープニングメドレーエンドで登場し「恋よ、さようなら」を歌唱。「HEARTBREAKER」、「涙の別れ道」の二曲を生演奏で歌唱披露した。

## ディスコグラフィ

### アルバム
セプター 
- 1963 プレゼンティング・ディオンヌ・ワーウィック - Presenting
- 1963 エニイワン・フー・ハド・ア・ハート - Anyone Who Had a Heart
- 1964 メイク・ウェイ・フォー・ディオンヌ・ワーウィック - Make Way For DW
- 1965 ザ・センシティヴ・サウンド・オブ・ディオンヌ・ワーウィック - The Sensitive Sound of DW
- 1966 ヒア・アイ・アム - Here I Am
- 1966 イン・パリス - In Paris (LIVE)
- 1967 ヒア・ホエア・ゼア・イズ・ラヴ - Here Where There Is Love
- 1967 オン・ステージ・アンド・イン・ザ・ムーヴィー - On Stage and in the Movies
- 1967 ザ・ウィンドウズ・オブ・ザ・ワールド - The Windows of the World
- 1968 ザ・マジック・オブ・ビリーヴィング - The Magic of Believing
- 1968 哀愁の花びら - In Valley of the Dolls
- 1969 プロミセス・プロミセス - Promises, Promises
- 1969 ソウルフル - Soulful
- 1970 恋よ、さようなら - I'll Never Fall in Love Again
- 1971 ヴェリー・ディオンヌ - Very Dionne
- 1971 The Love Machine (O.S.T.)
- 1971 A Decade of Gold (Live) - compilation
- 1972 フロム・ウィズイン - From Within - compilation

ワーナー・ブラザース
- 1972 ディオンヌ - Dionne
- 1973 ジャスト・ビーイング・マイセルフ - Just Being Myself
- 1975 愛のめぐり逢い - Then Came You
- 1975 トラック・オブ・ザ・キャット - Track of the Cat
- 1977 ラヴ・アット・ファースト・サイト - Love at First Sight

ABC
- 1977 A Man and A Woman (LIVE) with Isaac Hayes

アリスタ 
- 1979 Dionne
- 1980 ノー・ナイト・ソー・ロング - No Night So Long
- 1981 ライヴ&アザワイズ - Hot! Live and Otherwise (LIVE)
- 1982 フレンズ・イン・ラヴ - Friends in Love
- 1982 ハートブレイカー - Heartbreaker
- 1983 さよならは一度だけ - How Many Times Can We Say Goodbye
- 1985 ファインダー・オブ・ロスト・ラヴァーズ - Finder of Lost Loves (Without Your Love)
- 1985 フレンズ - Friends
- 1987 Reservations for Two
- 1990 GREATEST HITS 1979-1990
- 1990 シングス・コール・ポーター - Sings Cole Porter
- 1993 フレンズ・キャン・ビー・ラヴァーズ - Friends Can Be Lovers
- 1994 ブラジルの水彩画 - Aquarela Do Brazil

リバー・ノース
- 1998 ディオンヌ・シングス・ディオンヌ - Dionne Sings Dionne
- 2000 ディオンヌ・シングス・ディオンヌ2 - Dionne Sings Dionne 2 (日本のみリリース)

DMI
- 2004 My Favorite Time of The Year

コンコード
- 2006 マイ・フレンズ・アンド・ミー〜バート・バカラックへの想い - My Friends & Me (女性デュエット集)

ライノ
- 2008 Why We Sing (ゴスペル集)

MPCA
- 2011 Only Trust Your Heart

H&I music / Blue Horizon Venture 
- 2012 ナウ - NOW (デビュー50周年記念アルバム)

ブライト・ミュージック
- 2014 フィールズ・ソー・グッド - Feels So Good (デュエット集)